# Wings Hauser
Wings Hauser (Los Angeles, 12 dicembre 1947 – Santa Monica, 19 marzo 2025) è stato un attore, regista e sceneggiatore statunitense.

## Biografia
Nato in California, ha recitato in moltissimi film d'azione e thriller a basso costo tra gli anni 80 e 90, spesso interpretando il protagonista, di solito poliziotti o personaggi sinistri; tra i suoi lavori si possono ricordare film come Police Station - Turno di notte, Mutant, Attacco alla base militare Gloria, Sfida finale, Insider - Dietro la verità; ha lavorato anche come regista e produttore in molte pellicole a basso costo, ed ha lavorato anche come sceneggiatore, scrivendo la sceneggiatura del film Fratelli nella notte.
Nel 1988 ebbe una nomination agli Independent Spirit Awards per l'interpretazione nel film I duri non ballano. 
È morto nel 2025 a causa della Broncopneumopatia cronica ostruttiva da cui era affetto da tempo.

## Vita privata
Ebbe due figli, tra cui l'attore Cole Hauser, avuto dal secondo matrimonio con Cass Warner Sperling.

## Filmografia

### Cinema
- Non c'è posto per i vigliacchi (First to Fight), regia di Christian Nyby (1967)
- I guerrieri dell'inferno (Who'll Stop the Rain), regia di Karel Reisz (1978)
- Police Station - Turno di notte (Vice Squad), regia di Gary Sherman (1982)
- Forza bruta (Deadly Force), regia di Paul Aaron (1983)
- Mutant (Night Shadows), regia di John 'Bud' Cardos e Mark Rosman (1984)
- Storia di un soldato (A Soldier's Story), regia di Norman Jewison (1984)
- Il vento (The Wind), regia di Nico Mastorakis (1986)
- Jo Jo Dancer, Your Life Is Calling, regia di Richard Pryor (1986)
- I duri non ballano (Tough Guys Don't Dance), regia di Norman Mailer (1987)
- Fuga senza scampo (No Safe Haven), regia di Ronnie Rondell Jr. (1987)
- Il giorno della crisalide (Nightmare at Noon), regia di Nico Mastorakis (1988)
- Attacco alla base militare Gloria (The Siege of Firebase Gloria), regia di Brian Trenchard-Smith (1989)
- Coldfire - polvere fredda (Coldfire), regia di Wings Hauser (1990)
- Kabuki killer (Out of Sight, Out of Mind), regia di Greydon Clark (1990)
- Pistole violente 2 (Living to Die), regia di Wings Hauser (1990)
- L'arte di uccidere (The Art of Dying), regia di Wings Hauser (1991)
- Beastmaster 2: Attraverso il portale del tempo (Beastmaster 2: Through the Portal of Time), regia di Sylvio Tabet (1991)
- Skins, regia di Wings Hauser (1991)
- Codice segreto desiderio (Victim of Desire), regia di Jim Wynorski (1995)
- Tales from the Hood, regia di Rusty Cundieff (1995)
- Sfida finale (Original Gangstas), regia di Larry Cohen e Fred Williamson (1996)
- Insider - Dietro la verità (The Insider), regia di Michael Mann (1999)
- Rubber, regia di Quentin Dupieux (2010)

### Televisione
- Cannon – serie TV, episodio 5x07 (1975)
- Movin' On – serie TV, episodio 2x16 (1976)
- Baretta – serie TV, episodio 3x05 (1976)
- Squadra emergenza (Emergency! ) – serie TV, episodio 6x18 (1977)
- Magnum, P.I. – serie TV, episodio 2x08 (1981)
- Professione pericolo (The Fall Guy) – serie TV, episodio 2x23 (1983)
- Hunter – serie TV, episodio 1x09 (1984)
- Hardcastle & McCormick (Hardcastle and McCormick) – serie TV, episodio 2x17 (1985)
- MacGruder & Loud (MacGruder and Loud) – serie TV, episodio 1x11 (1985)
- Supercopter (Airwolf) – serie TV, episodio 3x02 (1985)
- A-Team (The A-Team) – serie TV, episodi 3x15-4x08 (1985)
- Stazione di polizia (The Last Precinct) – serie TV, 8 episodi (1986)
- Perry Mason: Morte di un editore (Perry Mason: The Case of the Scandalous Scoundrel) – film TV (1987)
- Freddy's Nightmares (Freddy's Nightmares: A Nightmare on Elm Street: The Series) – serie TV, episodio 2x13 (1990)
- Hardball – serie TV, episodio 1x10 (1990)
- Cercate quel bambino (Bump in the Night) – film TV (1991)
- China Beach – serie TV, 4 episodi (1990-1991)
- Pagati per combattere (Lightning Force) – serie TV, episodio 1x11 (1992)
- I ragazzi della prateria (The Young Riders) – serie TV, episodio 3x19 (1992)
- Space Rangers – serie TV, episodio 1x01 (1993)
- Pappa e ciccia (Roseanne) – serie TV, 5 episodi (1992-1993)
- Walker Texas Ranger (Walker, Texas Ranger) – serie TV, episodio 2x15 (1994)
- Kung Fu: la leggenda continua (Kung Fu: The Legend Continues) – serie TV, episodio 3x21 (1995)
- JAG - Avvocati in divisa (JAG) – serie TV, episodio 1x11 (1996)
- La signora in giallo (Murder, She Wrote) – serie TV, 4 episodi (1985-1996)
- Beverly Hills 90210 (Beverly Hills, 90210) – serie TV, 6 episodi (1994-1996)
- Arli$$ – serie TV, episodi 2x02-7x11 (1997-2002)
- CSI: Miami – serie TV, episodio 2x07 (2003)
- Squadra emergenza (Third Watch) – serie TV, episodio 6x11 (2005)
- Dr. House - Medical Division (House, M.D.) – serie TV, episodio 2x07 (2005)
- Detective Monk (Monk) – serie TV, episodio 4x16 (2006)
- Cold Case - Delitti irrisolti (Cold Case) – serie TV, episodio 5x09 (2007)
- Bones – serie TV, episodio 3x10 (2008)
- Saving Grace – serie TV, episodio 2x05 (2008)
- The Mentalist – serie TV, episodio 1x13 (2009)
- Criminal Minds – serie TV, episodio 5x21 (2010)
- Febbre d'amore (The Young and the Restless) – serial TV, 4 puntate (1980-2010)
- The Defenders – serie TV, episodio 1x10 (2010)
- CSI - Scena del crimine (CSI: Crime Scene Investigation) – serie TV, episodio 13x19 (2013)
- Hawaii Five-0 – serie TV, episodio 5x12 (2015)
- Rizzoli & Isles – serie TV, episodio 6x18 (2016)
- Castle – serie TV, episodio 8x15 (2016)

## Doppiatori italiani
Nelle versioni in italiano delle opere in cui ha recitato, Wings Hauser è stato doppiato da:
- Luciano De Ambrosis in CSI: Miami, Dr. House - Medical Division
- Bruno Alessandro in Bones, Cold Case - Delitti irrisolti
- Franco Zucca in Criminal Minds, Castle
- Piero Tiberi in Febbre d'amore
- Giampaolo Saccarola in Police Station - Turno di notte
- Roberto Pedicini ne La signora in giallo (ep. 2x06)
- Luciano Marchitiello ne La signora in giallo (ep. 8x02, 10x08, 12x18)
- Massimo Lodolo in Supercopter
- Stefano De Sando in Detective Monk
- Pieraldo Ferrante in The Mentalist
- Alessandro Messina in CSI - Scena del crimine
- Nino Prester in Hawaii Five-0